# Copa Sul-Minas de 2002
A Copa Sul-Minas de 2002 foi a terceira e última edição deste torneio de futebol, realizado entre os clubes de Minas Gerais, Santa Catarina, Rio Grande do Sul e Paraná. Os jogos começaram em Janeiro e terminaram em Maio. O campeão foi Cruzeiro, que venceu na final a equipe do Athletico Paranaense. Os quatro semifinalistas garantiram vaga na Copa dos Campeões de 2002. 
Findada a competição, os paranaenses e mineiros participantes jogaram, respectivamente, o Supercampeonato Paranaense e o Supercampeonato Mineiro. Os catarinenses e gaúchos entraram na última fase do seu respectivo estadual "normal", não sendo um "supercampeonato" à parte. Compatibilizou-se o torneio regional ao calendário, já que este ocupou as datas que seriam destinadas ao estaduais.

## Sistema de disputa
Os 16 times jogaram um turno de todos contra todos e os 4 melhores colocados avançaram às semifinais: 1º x 4º e 2º x 3º. A final, como a fase anterior, foi disputada em ida e volta.

## Classificação
| Classificação geral | Classificação geral  | Classificação geral | Classificação geral | Classificação geral | Classificação geral | Classificação geral | Classificação geral | Classificação geral | Classificação geral |
| Time | Time                 | Pts                 | J                   | V                   | E                   | D                   | GP                  | GC                  | SG                  |
| --- | -------------------- | ------------------- | ------------------- | ------------------- | ------------------- | ------------------- | ------------------- | ------------------- | ------------------- |
| 1 | Cruzeiro             | 35                  | 15                  | 11                  | 2                   | 2                   | 34                  | 13                  | +21                 |
| 2 | Athletico Paranaense | 29                  | 15                  | 8                   | 5                   | 2                   | 31                  | 15                  | +16                 |
| 3 | Grêmio               | 29                  | 15                  | 8                   | 5                   | 2                   | 31                  | 20                  | +11                 |
| 4 | Atlético Mineiro     | 28                  | 15                  | 8                   | 4                   | 3                   | 23                  | 15                  | +8                  |
| 5 | Tubarão FC           | 28                  | 15                  | 8                   | 4                   | 3                   | 26                  | 19                  | +7                  |
| 6 | Criciúma             | 25                  | 15                  | 7                   | 4                   | 4                   | 28                  | 24                  | +4                  |
| 7 | Internacional        | 23                  | 15                  | 7                   | 2                   | 6                   | 31                  | 22                  | +9                  |
| 8 | Figueirense          | 22                  | 15                  | 6                   | 4                   | 5                   | 25                  | 28                  | -3                  |
| 9 | Paraná               | 19                  | 15                  | 6                   | 1                   | 8                   | 22                  | 20                  | +2                  |
| 10 | América Mineiro      | 19                  | 15                  | 5                   | 4                   | 6                   | 24                  | 30                  | -6                  |
| 11 | Coritiba             | 18                  | 15                  | 5                   | 3                   | 7                   | 26                  | 30                  | -4                  |
| 12 | Juventude            | 16                  | 15                  | 5                   | 1                   | 9                   | 16                  | 27                  | -11                 |
| 13 | Malutrom             | 13                  | 15                  | 4                   | 1                   | 10                  | 18                  | 30                  | -12                 |
| 14 | Pelotas              | 12                  | 15                  | 3                   | 3                   | 9                   | 24                  | 31                  | -7                  |
| 15 | Mamoré               | 11                  | 15                  | 3                   | 2                   | 10                  | 19                  | 34                  | -15                 |
| 16 | Joinville            | 9                   | 15                  | 2                   | 3                   | 10                  | 22                  | 41                  | -19                 |
| Pts – Pontos ganhos; J – Jogos; V - Vitórias; E - Empates; D - Derrotas; GP – Gols pró; GC – Gols contra; SG – Saldo de gols |                      |                     |                     |                     |                     |                     |                     |                     |                     |

## Semifinais
|  | Semifinais           | Semifinais | Semifinais | Semifinais |   |                      | Final | Final | Final | Final |
|  |                      |            |            |            |   |                      |       |       |       |       |
|  | Grêmio               | 1          | 1          | 2          |   |                      |       |       |       |       |
|  | Athletico Paranaense | 5          | 1          | 6          |   |                      |       |       |       |       |
|  | Athletico Paranaense | 5          | 1          | 6          |   | Athletico Paranaense | 1     | 0     | 1     |       |
|  |                      |            |            |            |   | Athletico Paranaense | 1     | 0     | 1     |       |
|  |                      | Cruzeiro   | 2          | 1          | 3 |                      |       |       |       |       |
|  | Atlético Mineiro     | Cruzeiro   | 2          | 1          | 3 | 1                    | 1     | 2 (2) |       |       |
|  | Atlético Mineiro     |            |            |            |   | 1                    | 1     | 2 (2) |       |       |
|  | Cruzeiro             | 1          | 1          | 2 (4)      |   |                      |       |       |       |       |

| Copa Sul-Minas de 2002 |
| ---------------------- |
| Cruzeiro (2º título)   |

- Cruzeiro classificado para a Copa dos Campeões de 2002.